# Marcelo Albuquerque Mello Rego
Marcelo Albuquerque Mello Rego (Rio de Janeiro, 21 de dezembro de 1953) é um político brasileiro.
Filho de Ivan de Mello Rego Dyrce Albuquerque de Mello Rego. Casou com Tauana Teixeira Mello Rego.
Foi Eleito deputado estadual à Assembleia Legislativa de Santa Catarina para a 12ª legislatura (1991 — 1995), pelo Partido Democrata Cristão (PDC), com 14.266 votos.